# Polymixis zophodes
Polymixis zophodes là một loài bướm đêm trong họ Noctuidae.